# Lista de atletas brasileiros nos Jogos Olímpicos de Verão de 1952
A lista a seguir discrimina os atletas brasileiros que participaram da Helsinque 1952, independentemente de terem logrado êxito na busca por medalhas.
Nos Jogos Olímpicos de Verão de 1952, os Jogos de número XV, em Helsinque, na Finlândia, o Brasil participou de sua sexta olimpíada. com 108 atletas, sendo 103 homens e 5 mulheres, em 14 esportes: atletismo, basquetebol, boxe, esgrima, hipismo, natação, saltos ornamentais, pentatlo moderno, polo aquático, remo, tiro esportivo, vela e estreou no futebol e no levantamento de peso, além de participar das competições de artes em duas modalidades. O país voltou a conquistar mais de uma medalha no evento, dessa vez foram 3 conquistas: 1 ouro e 2 bronzes.
Subsedes:
Além de Helsinque, as partidas do torneio de futebol também aconteceram nas subsedes de Turku, Tampere, Lahti e Kokta; Hämeenlinna recebeu todas as provas do pentatlo moderno e algumas partidas de hóquei que também foi disputado em Porvoo; Espoo abrigou as provas de esgrima.
Os maiores destaques da delegação, mais uma vez chefiada por Sylvio Padilha, foram os medalhistas. No "salto triplo" Adhemar Ferreira da Silva se tornou o segundo campeão Olímpico do Brasil com seu segundo salto, estabelecendo suas melhores marcas pessoais até aquele momento. Nas eliminatórias se qualificou para as finais em 1.° lugar, com 15.32 metros. No seu segundo salto na final alcançou 16.12 metros. Na quinta tentativa saltou 16.22 metros, um novo recorde mundial, 24 cm acima da marca do soviético Leonid Scherbakov, que também estava na disputa e ficou com a medalha de prata.
Também do atletismo veio o bronze de José Telles da Conceição no "salto em altura"; o outro bronze foi conquistado na natação com Tetsuo Okamoto que terminou as eliminatórias dos "1500 metros livre" em 1.° lugar e na final conquistou a primeira medalha da história da natação Olímpica brasileira.
Demais destaques:
Outros dois atletas disputaram finais no atletismo: Geraldo de Oliveira no "salto triplo" e Ary Façanha de Sá no "salto em distância" estabeleceram marcas que lhes deram , respectivamente, o 7.° e 4.° lugares; entre as mulheres, três delas fizeram finais também nas provas de campo: Wanda dos Santos e Helena de Menezes avançaram no "salto em distância" e terminaram nas 21.ª e 24.ª colocações e Deyse de Castro foi 12.ª no "salto em altura"; o retorno do nadador João Havelange que nadou na Berlim 1936 e dessa vez competiu como integrante da Seleção brasileira de "polo aquático".; treinada por Newton Cardoso, a Seleção brasileira de "futebol" estreou nos Jogos Olímpicos dois anos após o maracanazo e ficou apenas em 5.° lugar, mas contou com as presenças de dois futuros bicampeões mundiais da Fifa: Zózimo e Vavá, além de outros futuros importantes atletas da modalidade, como Evaristo de Macedo, Humberto Tozzi e Milton Bororó Pessanha; os medalhistas do "basquete" da edição anterior retornaram, mantendo a base do time de bronze, dessa vez comandados por Manoel Pitanga, mas caíram na fase de grupos e terminaram a competição em 6.° lugar; Milton Busin disputou finais nos "saltos ornamentais" chegando na 6.ª posição; Álvaro de Toledo, Eloy de Menezes e Renyldo Ferreira disputaram finais dos "saltos" no hipismo, tanto no individual como por equipes e a melhor posição foi de Ely em 4.°, mesma colocação da equipe; Aloysio Borges, Eduardo de Medeiros e Eric Marques, além de bons resultados individuais isolados, ainda conquistaram um 6.° lugar no "pentatlo moderno por equipe"; Francisco Felici, Peter Mangels e Wolfgang Richter disputaram com chances a regata da medalha da "classe dragon" da vela, alcançando a 7.ª colocação; no tiro, Severino Moreira disputou com chances as provas de "carabina deitado 50 metros", terminando o torneio em 8.° lugar.
Sendo assim, a lista de medalhistas múltiplos permaneceu inalterada (Vide seção "Multimedalhistas").
Abaixo segue a relação dos esportistas brasileiros participantes da Helsinque 1952.

## Atletismo
Masculino
Eventos de pista e de estrada
| Atleta                                                                               | Modalidade          | Eliminatória | Eliminatória | Quartas de final | Quartas de final | Semifinal   | Semifinal   | Final       | Final     | Referência(s) |
| Atleta                                                                               | Modalidade          | Resultado    | Colocação    | Resultado        | Colocação        | Resultado   | Colocação   | Resultado   | Colocação | Referência(s) |
| ------------------------------------------------------------------------------------ | ------------------- | ------------ | ------------ | ---------------- | ---------------- | ----------- | ----------- | ----------- | --------- | ------------- |
| José Telles da Conceição                                                             | 200 m               | DNS          | 5.°          | Não avançou      | Não avançou      | Não avançou | Não avançou | Não avançou | =54.°     | [ 9 ]         |
| Argemiro Roque                                                                       | 400 m               | 48.90        | 3.°          | Não avançou      | Não avançou      | Não avançou | Não avançou | Não avançou | 36.°      | [ 10 ]        |
| Argemiro Roque                                                                       | 800 m               | 1:54.10      | 5.°          | _                | _                | Não avançou | Não avançou | Não avançou | 38.°      | [ 11 ]        |
| Wilson Gomes Carneiro                                                                | 110 m com barreiras | DNS          | =4.°         | _                | _                | Não avançou | Não avançou | Não avançou | =26.°     | [ 12 ]        |
| Wilson Gomes Carneiro                                                                | 400 m com barreiras | 56.00        | 2.° Q        | 59.40            | 6.°              | Não avançou | Não avançou | Não avançou | 22.°      | [ 13 ]        |
| Ary Façanha de Sá Geraldo de Oliveira José Telles da Conceição Wilson Gomes Carneiro | 4x100 m             | DNS          | NT           | _                | _                | Não avançou | Não avançou | Não avançou | 23.°      | [ 14 ]        |

Eventos de campo
| Atleta                    | Modalidade         | Qualificação | Qualificação | Final       | Final   | Referência(s) |
| Atleta                    | Modalidade         | Resultado    | Posição      | Resultado   | Posição | Referência(s) |
| ------------------------- | ------------------ | ------------ | ------------ | ----------- | ------- | ------------- |
| José Telles da Conceição  | salto em altura    | 1.87         | =10.° Q      | 1.98        | 3.°     | [ 15 ]        |
| José Telles da Conceição  | salto triplo       | 14.46        | 17.°         | Não avançou | 17.°    | [ 16 ]        |
| Geraldo de Oliveira       | salto em distância | 6.71         | 23.°         | Não avançou | 23.°    | [ 17 ]        |
| Geraldo de Oliveira       | salto triplo       | 14.64        | 10.° Q       | 14.95       | 7.°     | [ 18 ]        |
| Ary Façanha de Sá         | salto em distância | 7.24         | 6.° Q        | 7.23        | 4.°     | [ 19 ]        |
| Adhemar Ferreira da Silva | salto triplo       | 15.32        | 1.° Q        | 16.22 RM    | 1.°     | [ 20 ]        |
| Hélcio da Silva           | salto com vara     | 3.60         | 25.°         | Não avançou | 25.°    | [ 21 ]        |

Feminino
Eventos de pista e de estrada
| Atleta            | Modalidade         | Eliminatória | Eliminatória | Quartas de final | Quartas de final | Semifinal   | Semifinal   | Final       | Final     | Referência(s) |
| Atleta            | Modalidade         | Resultado    | Colocação    | Resultado        | Colocação        | Resultado   | Colocação   | Resultado   | Colocação | Referência(s) |
| ----------------- | ------------------ | ------------ | ------------ | ---------------- | ---------------- | ----------- | ----------- | ----------- | --------- | ------------- |
| Helena de Menezes | 100 m              | 12.50        | 4.°          | Não avançou      | Não avançou      | Não avançou | Não avançou | Não avançou | 43.°      | [ 22 ]        |
| Deyse de Castro   | 200 m              | 25.00        | 3.°          | Não avançou      | Não avançou      | Não avançou | Não avançou | Não avançou | 16.°      | [ 23 ]        |
| Wanda dos Santos  | 80 m com barreiras | 11.30        | 2.° Q        | _                | _                | 11.40       | 5.°         | Não avançou | 10.°      | [ 24 ]        |

Eventos de campo
| Atleta            | Modalidade         | Qualificação | Qualificação | Final     | Final     | Referência(s) |
| Atleta            | Modalidade         | Resultado    | Colocação    | Resultado | Colocação | Referência(s) |
| ----------------- | ------------------ | ------------ | ------------ | --------- | --------- | ------------- |
| Deyse de Castro   | salto em altura    | _            | _            | 1.50      | 12.°      | [ 25 ]        |
| Wanda dos Santos  | salto em distância | 5.35         | 21.° Q       | 5.36      | 21.°      | [ 26 ]        |
| Helena de Menezes | salto em distância | 5.33         | 24.° Q       | 4.98      | 24.°      | [ 26 ]        |

## Basquetebol
Masculino
Primeira fase
Grupo C
| V |  | Brasil | 57–55 | CAN Canadá |  |  |  |

| V |  | Brasil | 71–52 | Filipinas |  |  |  |

| D |  | Argentina | 72–56 | Brasil |  |  |  |

Colocação no grupo: 2.° Q
Tabela - Grupo C
| Equipe        | Jogos | Vitórias | Derrotas | Pontos pró | Pontos contra | Saldo de pontos | Pontuação |
| ------------- | ----- | -------- | -------- | ---------- | ------------- | --------------- | --------- |
| ARG Argentina | 3     | 3        | 0        | 239        | 196           | +43             | 6         |
| BRA Brasil    | 3     | 2        | 1        | 184        | 179           | +5              | 4         |
| PHI Filipinas | 3     | 1        | 2        | 192        | 221           | -29             | 2         |
| CAN Canadá    | 3     | 0        | 3        | 201        | 220           | +19             | 0         |

|  | Classificados para a segunda fase |

Segunda fase
Grupo B
| V |  | Brasil | 75–44 | Chile |  |  |  |

| D |  | União Soviética | 54–49 | Brasil |  |  |  |

| D |  | Estados Unidos | 57–53 | Brasil |  |  |  |

Colocação no grupo: 3.°
Tabela - Grupo B
| Equipe              | Jogos | Vitórias | Derrotas | Pontos pró | Pontos contra | Saldo de pontos | Pontuação |
| ------------------- | ----- | -------- | -------- | ---------- | ------------- | --------------- | --------- |
| USA Estados Unidos  | 3     | 3        | 0        | 246        | 166           | +80             | 6         |
| URS União Soviética | 3     | 2        | 1        | 190        | 195           | -5              | 4         |
| BRA Brasil          | 3     | 1        | 2        | 177        | 155           | +22             | 2         |
| CHL Chile           | 3     | 0        | 3        | 159        | 256           | -97             | 0         |

|  | Classificados para as semifinais |
|  | Disputa de 5.° a 8.°             |

Torneio de 5.° a 8.°
| V |  | Brasil | 59–44 | FRA França |  |  |  |

Disputa do 5.° lugar
| D |  | Chile | 58–49 | Brasil |  |  |  |

Colocação final: 6.°
Equipe:
Alfredo da Motta
Almir de Almeida
Angelim Bonfietti
Chico Braz
Hélio Godinho
Mário Jorge Hermes
Mayr Facci
Raymundo Carvalho
Ruy de Freitas
Tião Amorim
Thales Monteiro
Zé Luiz de Azevedo
Zenny Algodão

Referência(s): 

## Boxe
Masculino
| Atleta                    | Modalidade              | 1.ª Rodada                   | 2.ª Rodada                  | Quartas de final          | Semifinal           | Final               | Final     | Referência(s) |
| Atleta                    | Modalidade              | Advesário Resultado          | Advesário Resultado         | Advesário Resultado       | Advesário Resultado | Advesário Resultado | Colocação | Referência(s) |
| ------------------------- | ----------------------- | ---------------------------- | --------------------------- | ------------------------- | ------------------- | ------------------- | --------- | ------------- |
| Pedro Galasso             | peso pena               | JPN Toshihito Ishimaru V 3-0 | POL Lech Drogosz D 0-3      | Não avançou               | Não avançou         | Não avançou         | =9.°      | [ 28 ]        |
| Celestino Pinto           | peso meio-médio-ligeiro | VEN Salomon Carrizales D 1-2 | Não avançou                 | Não avançou               | Não avançou         | Não avançou         | =17.°     | [ 29 ]        |
| Alexandre Dib             | peso meio-médio         | DEN Victor Jörgensen D TKO-2 | Não avançou                 | Não avançou               | Não avançou         | Não avançou         | =17.°     | [ 30 ]        |
| Paulo de Jesus Cavalheiro | peso médio-ligeiro      | Bye                          | SWE Sören Danielsson V KO-3 | URS Boris Tishin D 0-3    | Não avançou         | Não avançou         | =5.°      | [ 31 ]        |
| Nélson de Paula Andrade   | peso médio              | HUN Mátyás Plachy V 2-1      | ROU Vasile Tiță D TKO-2     | Não avançou               | Não avançou         | Não avançou         | =9.°      | [ 32 ]        |
| Lúcio El Tigre Grotone    | peso meio-pesado        | Bye                          | NOR Bjarne Lingås V 2-1     | ARG Antonio Pacenza D 0-3 | Não avançou         | Não avançou         | =5.°      | [ 33 ]        |
| Jorge Isaías de carvalho  | peso pesado             | DNS                          | Não avançou                 | Não avançou               | Não avançou         | Não avançou         | =22.°     | [ 34 ]        |

## Saltos ornamentais
Masculino
| Atleta                 | Modalidade      | Preliminar | Preliminar | Final       | Final       | Final       | Final     | Referência(s) |
| Atleta                 | Modalidade      | Resultado  | Colocação  | Resultado   | Colocação   | Total       | Colocação | Referência(s) |
| ---------------------- | --------------- | ---------- | ---------- | ----------- | ----------- | ----------- | --------- | ------------- |
| Milton Busin           | trampolim 3 m   | 67.97      | 8.° Q      | 87.94       | 6.° Q       | 155.91      | 6.°       | [ 35 ]        |
| Arie Richard Hanitzsch | plataforma 10 m | 59.40      | 28.°       | Não avançou | Não avançou | Não avançou | 28.°      | [ 36 ]        |

## Hipismo
Masculino
Concurso completo de equitação
| Atleta                       | Cavalo  | Modalidade           | Adestramento          | Cross-country         | Saltos                | Total                 | Fase 2                | Colocação final | Referência(s) |
| Atleta                       | Cavalo  | Modalidade           | Penalidades Colocação | Penalidades Colocação | Penalidades Colocação | Penalidades Colocação | Penalidades Colocação | Colocação final | Referência(s) |
| ---------------------------- | ------- | -------------------- | --------------------- | --------------------- | --------------------- | --------------------- | --------------------- | --------------- | ------------- |
| Péricles de Souza Cavalcanti | Destino | equitação individual | 175.50 52.°           | DQ =37.°              | DNS =33.°             | NM =53.°              | DQ =37.°              | =53.°           | [ 37 ]        |

Concurso de saltos
| Atleta                                                                                         | Cavalo                  | Modalidade        | Rodada 1              | Rodada 2              | Total                 | Referência(s) |
| Atleta                                                                                         | Cavalo                  | Modalidade        | Penalidades Colocação | Penalidades Colocação | Penalidades Colocação | Referência(s) |
| ---------------------------------------------------------------------------------------------- | ----------------------- | ----------------- | --------------------- | --------------------- | --------------------- | ------------- |
| Eloy Massey Oliveira de Menezes                                                                | Biguaj                  | saltos individual | 4.00 =2.°             | 4.00 =4.°             | 8.00 4.°              | [ 38 ]        |
| Renyldo Pedro Guimarães Ferreira                                                               | Bibelot                 | saltos individual | 12.50 32.°            | 8.00 =13.°            | 20.50 23.°            | [ 38 ]        |
| Álvaro Luciano Dias de Toledo                                                                  | Eldorado                | saltos individual | 12.00 =21.°           | 16.00 =33.°           | 28.00 =31.°           | [ 38 ]        |
| Álvaro Luciano Dias de Toledo Eloy Massey Oliveira de Menezes Renyldo Pedro Guimarães Ferreira | Eldorado Biguaj Bibelot | saltos por equipe | 28.50 4.°             | 28.00 =5.°            | 56.50 4.°             | [ 39 ]        |

## Esgrima
Masculino
| Atleta | Modalidade        | Rodada 1                               | Rodada 1  | Rodada 2    | Rodada 2    | Quartas de final     | Quartas de final | Semifinal            | Semifinal   | Final                | Final     | Referência(s) |
| Atleta | Modalidade        | Resultado                              | Colocação | Resultado   | Colocação   | Adversário Resultado | Colocação        | Adversário Resultado | Colocação   | Adversário Resultado | Colocação | Referência(s) |
| --- | ----------------- | -------------------------------------- | --------- | ----------- | ----------- | -------------------- | ---------------- | -------------------- | ----------- | -------------------- | --------- | ------------- |
| César Pekelman | espada            | 4v-3d                                  | 3.° Q     | 3v-4d       | 6.°         | Não avançou          | Não avançou      | Não avançou          | Não avançou | Não avançou          | 26.°      | [ 40 ]        |
| Darío do Amaral | espada            | 4v-3d                                  | 5.°       | Não avançou | Não avançou | Não avançou          | Não avançou      | Não avançou          | Não avançou | Não avançou          | 45.°      | [ 40 ]        |
| Walter de Paula | espada            | 3v-4d                                  | 6.°       | Não avançou | Não avançou | Não avançou          | Não avançou      | Não avançou          | Não avançou | Não avançou          | 59.°      | [ 40 ]        |
| Estevão Etienne Molnar | sabre             | 4v-3d                                  | 5.°       | Não avançou | Não avançou | Não avançou          | Não avançou      | Não avançou          | Não avançou | Não avançou          | 27.°      | [ 41 ]        |
| César Pekelman Darío do Amaral Hélio Vieira Walter de Paula Estevão Etienne Molnar (reserva) Henrique de Aguiar Vallim (reserva) | espada por equipe | Hungria (HUN) D 1-14 Suíça (SUI) D 2-8 | 3.°       | Não avançou | Não avançou | Não avançou          | Não avançou      | Não avançou          | Não avançou | Não avançou          | 15.°      | [ 42 ]        |

Feminino
| Atleta          | Modalidade | Rodada 1  | Rodada 1  | Rodada 2    | Rodada 2    | Quartas de final     | Quartas de final | Semifinal            | Semifinal   | Final                | Final     | Referência(s) |
| Atleta          | Modalidade | Resultado | Colocação | Resultado   | Colocação   | Adversária Resultado | Colocação        | Adversária Resultado | Colocação   | Adversária Resultado | Colocação | Referência(s) |
| --------------- | ---------- | --------- | --------- | ----------- | ----------- | -------------------- | ---------------- | -------------------- | ----------- | -------------------- | --------- | ------------- |
| Desconhecida(*) | florete    | DNS       | 7.°       | Não avançou | Não avançou | Não avançou          | Não avançou      | Não avançou          | Não avançou | Não avançou          | 38.°      | [ 43 ]        |

(*) As documentações do COI apontam para essa esgrimista brasileira inscrita, mas não há informação sobre seu nome.

## Futebol
Masculino
Primeira rodada
| V |  | Brasil | 5–1 | Países Baixos |  |  |  |

Oitavas de final
| V |  | Brasil | 2–1 | Luxemburgo |  |  |  |

Quartas de final
| D |  | Alemanha Ocidental | 2–2 | Brasil | (ET>2-0) |  |  |

Não avançou
Colocação final: 6.°
Equipe:
Adésio Machado
Amauri de Almeida Nóbrega
Antoninho da Silva
Arízio Marçal da Cruz
Bené Rangel de Souza
Cacá Lins Caldas
Carlos Alberto Cavalheiro
Édson Campos Martins
Evaristo de Macedo
Humberto Tozzi
Jansen José Moreira
Larry Pinto de Faria
Marcílio Guerra
Mauro Rodrigues
Mílton Bororó Pessanha
Paulinho de Almeida
Vavá Izídio
Waldir Villas-Boas
Wassil Vieira Barbosa
Zózimo Calazans

Referência(s): 

## Pentatlo moderno
Masculino
| Atleta                                                            | Modalidade | Hipismo cross-country com obstáculos | Esgrima espada 1 toque | Tiro pistola rápida 25 m | Natação 300 m livre | Corrida cross-country 4000 m | Pontos perdidos | Colocação final | Referência(s) |
| Atleta                                                            | Modalidade | Colocação                            | Colocação              | Colocação                | Colocação           | Colocação                    | Pontos perdidos | Colocação final | Referência(s) |
| ----------------------------------------------------------------- | ---------- | ------------------------------------ | ---------------------- | ------------------------ | ------------------- | ---------------------------- | --------------- | --------------- | ------------- |
| Eduardo Leal de Medeiros                                          | individual | Cavalo: desconhecido 23.°            | 24.°                   | 5.°                      | 2.°                 | 26.°                         | 80.00           | 10.°            | [ 45 ]        |
| Aloysio Alves Borges                                              | individual | Cavalo: desconhecido 30.°            | 1.°                    | 39.°                     | 21.°                | 22.°                         | 113.00          | 21.°            | [ 45 ]        |
| Eric Tinoco Marques                                               | individual | Cavalo: desconhecido 44.°            | 18.°                   | 30.°                     | 15.°                | 28.°                         | 135.00          | 29.°            | [ 45 ]        |
| Aloysio Alves Borges Eduardo Leal de Medeiros Eric Tinoco Marques | equipe     | Cavalos: desconhecidos 11.°          | 3.°                    | 9.°                      | 3.°                 | 9.°                          | 313.00          | 6.°             | [ 46 ]        |

## Remo
Masculino
| Atleta                                                             | Modalidade | Eliminatórias | Eliminatórias | Repescagem | Repescagem | Semifinais  | Semifinais  | Final       | Final     | Referência(s) |
| Atleta                                                             | Modalidade | Resultado     | Colocação     | Resultado  | Colocação  | Resultado   | Colocação   | Resultado   | Colocação | Referência(s) |
| ------------------------------------------------------------------ | ---------- | ------------- | ------------- | ---------- | ---------- | ----------- | ----------- | ----------- | --------- | ------------- |
| Francisco Augusto Furtado Harry Mosé João Arruela Maio (timoneiro) | dois com   | 8:19.00       | 4.° R         | 8:05.50    | 3.°        | Não avançou | Não avançou | Não avançou | 14.°      | [ 47 ]        |

## Vela
Aberto
| Atleta                                                                           | Modalidade    | Regatas             | Regatas             | Regatas             | Regatas             | Regatas             | Regatas             | Regatas               | Colocação Final      | Referência(s) |
| Atleta                                                                           | Modalidade    | 1                   | 2                   | 3                   | 4                   | 5                   | 6                   | 7 (regata da medalha) | Colocação Final      | Referência(s) |
| Atleta                                                                           | Modalidade    | Pontuação Colocação | Pontuação Colocação | Pontuação Colocação | Pontuação Colocação | Pontuação Colocação | Pontuação Colocação | Pontuação Colocação   | Pontuação Colocação  | Referência(s) |
| -------------------------------------------------------------------------------- | ------------- | ------------------- | ------------------- | ------------------- | ------------------- | ------------------- | ------------------- | --------------------- | -------------------- | ------------- |
| Alfredo Jorge Ebling Bercht                                                      | classe finn   | 269.00 19.°         | 594.00 9.°          | 226.00 21.°         | 1247.00 2.°         | 434.00 13.°         | 318.00 17.°         | 849.00 5.°            | 3937.00/3711.00 9.°  | [ 48 ]        |
| Cid de Oliveira Nascimento Tacariju de Paula                                     | classe star   | 382.00 11.°         | 821.00 4.°          | 309.00 13.°         | 144.00 19.°         | 344.00 12.°         | 247.00 15.°         | 247.00 15.°           | 2494.00/2350.00 12.° | [ 49 ]        |
| Francisco Antonio Felici Italo Osoldi Peter Mangels Wolfgang Edgard Putz Richter | classe dragon | 252.00 12.°         | 729.00 4.°          | 290.00 11.°         | 553.00 6.°          | 331.00 10.°         | 729.00 4.°          | 155.00 15.°           | 3039.00/2884.00 7.°  | [ 50 ]        |

## Tiro esportivo
Masculino
| Atleta                      | Modalidade                | Resultado | Colocação | Referência(s) |
| --------------------------- | ------------------------- | --------- | --------- | ------------- |
| Guilherme Cavalcanti        | pistola rápida 25 m       | 547.00    | 28.°      | [ 51 ]        |
| Pedro Simão                 | pistola rápida 25 m       | 543.00    | 38.°      | [ 51 ]        |
| Jorge de Oliveira           | pistola livre 50 m        | 522.00    | 19.°      | [ 52 ]        |
| Álvaro dos Santos Filho     | pistola livre 50 m        | 513.00    | 33.°      | [ 52 ]        |
| Alberto David Pereira Braga | carabina 3 posições 300 m | 962.00    | 27.°      | [ 53 ]        |
| Antônio Guimarães           | carabina 3 posições 300 m | 932.00    | 31.°      | [ 53 ]        |
| Severino Moreira            | carabina 3 posições 50 m  | 1122.00   | 27.°      | [ 54 ]        |
| Severino Moreira            | carabina deitado 50 m     | 398.00    | 8.°       | [ 55 ]        |
| Harvey Dias Villela         | carabina 3 posições 50 m  | 1113.00   | 32.°      | [ 56 ]        |
| Harvey Dias Villela         | carabina deitado 50 m     | 385.00    | 48.°      | [ 57 ]        |

## Natação
Masculino
| Atleta | Modalidade    | Eliminatória | Eliminatória | Semifinal   | Semifinal   | Final       | Final     | Referência(s) |
| Atleta | Modalidade    | Resultado    | Colocação    | Resultado   | Colocação   | Resultado   | Colocação | Referência(s) |
| --- | ------------- | ------------ | ------------ | ----------- | ----------- | ----------- | --------- | ------------- |
| Haroldo Lara | 100 m livre   | 1:01.20      | 5.°          | Não avançou | Não avançou | Não avançou | =34.°     | [ 58 ]        |
| Aram Boghossian | 100 m livre   | 1:02.00      | 5.°          | Não avançou | Não avançou | Não avançou | =41.°     | [ 58 ]        |
| Ricardo Esberad Capanema | 400 m livre   | 5:09.50      | 6.°          | Não avançou | Não avançou | Não avançou | 39.°      | [ 59 ]        |
| Tetsuo Okamoto | 400 m livre   | 4:46.10      | 1.° Q        | 4:46.20     | 4.°         | Não avançou | 11.°      | [ 59 ]        |
| Tetsuo Okamoto | 1500 m livre  | 19:05.60     | 1.° Q        | _           | _           | 18:51.30    | 3.°       | [ 60 ]        |
| Sylvio dos Santos | 1500 m livre  | 19:26.80     | 4.°          | Não avançou | Não avançou | Não avançou | 15.°      | [ 60 ]        |
| João Gonçalves Filho | 100 m costas  | 1:09.70      | 3.° Q        | 1:09.70     | 6.°         | Não avançou | =11.°     | [ 61 ]        |
| Fernando Pavan | 100 m costas  | 1:09.10      | 3.° Q        | 1:10.20     | 6.°         | Não avançou | =13.°     | [ 61 ]        |
| Ilo da Fonseca | 100 m costas  | 1:09.90      | 3.°          | Não avançou | Não avançou | Não avançou | 17.°      | [ 61 ]        |
| Octávio Mobiglia | 200 m peito   | 2:46.10      | 5.°          | Não avançou | Não avançou | Não avançou | 23.°      | [ 62 ]        |
| Adhemar Grijó Filho | 200 m peito   | 2:47.60      | 4.°          | Não avançou | Não avançou | Não avançou | 29.°      | [ 62 ]        |
| Aram Boghossian Haroldo Lara João Gonçalves Filho Sylvio dos Santos Ricardo Esberad Capanema (reserva) Tetsuo Okamoto (reserva) | 4x200 m livre | 9:19.00      | 4.°          | Não avançou | Não avançou | Não avançou | 15.°      | [ 63 ]        |

Feminino
| Atleta            | Modalidade   | Eliminatória | Eliminatória | Semifinal   | Semifinal   | Final       | Final     | Referência(s) |
| Atleta            | Modalidade   | Resultado    | Colocação    | Resultado   | Colocação   | Resultado   | Colocação | Referência(s) |
| ----------------- | ------------ | ------------ | ------------ | ----------- | ----------- | ----------- | --------- | ------------- |
| Piedade Coutinho  | 400 m livre  | 5:26.90      | 3.° Q        | 5:28.50     | 7.°         | Não avançou | 13.°      | [ 64 ]        |
| Edith de Oliveira | 100 m costas | 1:20.00      | 4.°          | Não avançou | Não avançou | Não avançou | 13.°      | [ 65 ]        |

## Polo aquático
Masculino
Fase preliminar
| D | ESP Espanha | 3–2 | Brasil |  |

| V | Brasil | 6–2 | Portugal |  |

Colocação: 14.° Q
Primeira fase
Grupo D
| D | Bélgica | 3–1 | Brasil |  |

| D | ESP Espanha | 6–4 | Brasil |  |

| D | RSA África do Sul | 9–2 | Brasil |  |

Colocação no grupo: 4.° - Não avançou
Tabela - Grupo D
| Equipe            | Jogos | Vitórias | Empates | Derrotas | Gols pró | Gols contra | Saldo de gols | Pontos |
| ----------------- | ----- | -------- | ------- | -------- | -------- | ----------- | ------------- | ------ |
| BEL Bélgica       | 3     | 3        | 0       | 0        | 12       | 5           | +7            | 6      |
| ESP Espanha       | 3     | 2        | 0       | 1        | 13       | 10          | +3            | 4      |
| RSA África do Sul | 3     | 1        | 0       | 2        | 10       | 9           | +1            | 2      |
| BRA Brasil        | 3     | 0        | 0       | 3        | 7        | 18          | -11           | 0      |

|  | Classificados para as semifinais |

Colocação final: =13.°
Equipe:
Claudino Caiado de Castro
Daniel José Sili
Douglas Arnaud de Souza Lima
Édson Perri
Henrique Sérgio Melmann
João Havelange
Léo Rossi
Lúcio Cunha Figueiredo
Márvio Kelly dos Santos
Samuel Schemberg
Sérgio Geraldo de Alencar Rodrigues

Referência(s): 

## Levantamento de peso
Masculino
| Atleta               | Modalidade                         | Pressão Militar | Pressão Militar | Arranco   | Arranco   | Arremesso | Arremesso | Total  | Classificação | Referência(s) |
| Atleta               | Modalidade                         | Resultado       | Colocação       | Resultado | Colocação | Resultado | Colocação | Total  | Classificação | Referência(s) |
| -------------------- | ---------------------------------- | --------------- | --------------- | --------- | --------- | --------- | --------- | ------ | ------------- | ------------- |
| Silvino Robin        | peso pesado-ligeiro (até 82,50 kg) | 107.50          | 13.°            | 100.00    | 19.°      | 137.50    | =16.°     | 345.00 | 16.°          | [ 67 ]        |
| Bruno Barabani       | peso meio-pesado (até 90 kg)       | 97.50           | 19.°            | 112.50    | =8.°      | 145.00    | =9.°      | 355.00 | 14.°          | [ 68 ]        |
| Valdemar da Silveira | peso pesado (acima de 90 kg)       | 112.50          | 12.°            | 110.00    | =9.°      | 140.00    | =11.°     | 362.50 | 12.°          | [ 69 ]        |

## Artes - Exposições e Apresentações
As competições artísticas fizeram parte dos Jogos Olímpicos modernos durante seus primeiros anos. De 1912 a 1948, ocorreram como competição, como era a intenção original do fundador do Movimento Olímpico, Pierre de Frédy, o Barão de Coubertin. Medalhas idênticas às demais modalidades foram atribuídas a obras de arte inspiradas pelo esporte, divididas em cinco categorias: arquitetura, literatura, música, pintura e escultura.
Em Helsinque 1952 elas deixaram de fazer parte do programa Olímpico oficial, mas ocorreram como mostra artístico-cultural, com status de torneio de exibição ou demonstração.
As competições de artes foram abandonadas a partir da convenção de 1954, pois os artistas eram considerados profissionais, enquanto que a principal exigência para ser atleta Olímpico era o amadorismo. A partir de 1956 o "Programa Cultural Olímpico" tomou o seu lugar, mas sem característica competitiva.
Nos Jogos de 1952, houve a participação de dois artistas brasileiros:
| Artista                   | Modalidade  | Obra                                                            | Catálogo | Referência(s) |
| ------------------------- | ----------- | --------------------------------------------------------------- | -------- | ------------- |
| Ícaro de Castro Mello (*) | arquitetura | Piscina Coberta Departamento de Educação Física e Esportes      | 1        | [ 70 ]        |
| Ícaro de Castro Mello (*) | arquitetura | Esporte Clube Sírio                                             | 2        | [ 70 ]        |
| Ícaro de Castro Mello (*) | arquitetura | Centro de Práticas Esportivas da Universidade (USP)             | 3        | [ 70 ]        |
| Judas Isgorogota          | literatura  | Mensagem Lírica do Brasil à Juventude Esportiva de Todo o Mundo | 135      | [ 71 ]        |

(*) Antes de se formar em Engenharia Civil, Ícaro Mello foi atleta Olímpico, competindo nas provas do salto em altura na Berlim 1936. Hoje, seu nome batiza o Estádio do Anhembi em São Paulo, cujo projeto arquitetônico é de sua autoria.

## Multimedalhistas
Nesta seção listam-se os atletas brasileiros detentores de pelo menos 2 pódios Olímpicos, desde as edições pregressas, até essa edição. A ordem de classificação se segue pelos seguintes critérios:
1. Maior número de medalhas de ouro;
2. Maior número de medalhas de prata;
3. Maior número de medalhas de bronze;
4. Conquista mais antiga;
5. Esporte ou modalidade mais antiga no programa Olímpico;
6. Ordem alfabética.

| Posição | Atleta             | Esporte        | Ouro | Prata | Bronze | Jogos          | Medalha de ouro | Medalha de prata | Medalha de bronze | Total de medalhas |
| ------- | ------------------ | -------------- | ---- | ----- | ------ | -------------- | --------------- | ---------------- | ----------------- | ----------------- |
| 1.°     | Guilherme Paraense | Tiro esportivo | 1    | 0     | 1      | Antuérpia 1920 | 1               | 0                | 1                 | 2                 |
| 2.°     | Afrânio da Costa   | Tiro esportivo | 0    | 1     | 1      | Antuérpia 1920 | 0               | 1                | 1                 | 2                 |

## Medalhas
| Medalha | Atleta                    | Esporte   | Modalidade      | Data       |
| ------- | ------------------------- | --------- | --------------- | ---------- |
| Ouro    | Adhemar Ferreira da Silva | Atletismo | salto triplo    | 23/07/1952 |
| Bronze  | José Telles da Conceição  | Atletismo | salto em altura | 20/07/1952 |
| Bronze  | Tetsuo Okamoto            | Natação   | 1500 m livre    | 02/08/1952 |

| Medalhas por esporte | Medalhas por esporte | Medalhas por esporte | Medalhas por esporte | Medalhas por esporte |
| Esporte              | Medalha de ouro      | Medalha de prata     | Medalha de bronze    | Total de medalhas    |
| -------------------- | -------------------- | -------------------- | -------------------- | -------------------- |
| Atletismo            | 1                    | 0                    | 1                    | 2                    |
| Natação              | 0                    | 0                    | 1                    | 1                    |
| Total                | 1                    | 0                    | 2                    | 3                    |